# Папильон (филателия)
«Папильон» (или «бабочка из Меца»; фр. Papillon de Metz) — в филателии узкая полоска тонкой шёлковой бумаги с адресом и небольшим письменным сообщением, отправленная в сентябре-октябре 1870 года в период франко-прусской войны 1870—1871 годов из окружённой прусской армией крепости Мец на неоккупированные территории Франции с помощью воздушного шара (аэростата).

## Название
Название «бабочки из Меца» связано с фамилией изготовлявшего воздушные шары Папильона (Papillon), поэтому порой встречающийся перевод названия этих листков как «письмо-бабочка» (фр. papillon — «бабочка») неверен.

## Описание
После того, как 19 июля 1870 года Франция объявила войну Пруссии, к 19 августа наступающие прусские войска осадили почти половину французской Рейнской армии в крепости Мец на северо-востоке Франции. Чтобы поддерживать сообщение с неоккупированными районами Франции, был запущен ряд воздушных шаров без экипажа с письмами осаждённого гарнизона. 27 октября 1870 года осаждённый в Меце гарнизон прекратил сопротивление.
Вначале задумали и стали осуществлять идею переправки корреспонденции с помощью воздушных шаров два армейских фармацевта по фамилии Жаннель (Jeannel) и Папильон (Papillon). В период с 5 по 15 сентября 1870 года ими были отправлены 14 воздушных шаров, на каждом из которых было от 40 до 140 «папильонов». Из них восемь шаров были перехвачены прусскими войсками. Из примерно полутора тысяч таких отправленных ими листков сегодня известны только 19 экземпляров.
С 16 сентября по 3 октября отправкой воздушных шаров с папильонами занимались французские военные инженеры и британский военный корреспондент Джордж Робинсон (George Thomas Robinson). При этом использовались более крупные воздушные шары, которые, впрочем, тоже были без экипажа. Было отправлено одиннадцать воздушных шаров, на каждом из которых насчитывалось от 5 тысяч до 32 тысяч папильонов. Шесть из них были захвачены прусской армией. На сегодняшний день известно около 180 таких папильонов.
3 октября 1870 года отправка почтовых отправлений воздушными шарами была прекращена из соображений безопасности.
Папильоны с успешно достигших неоккупированных районов воздушных шаров сортировались и паковались в пакеты в соответствии с местом назначения и доставлялись в соответствующие региональные почтовые отделения. Перехваченные папильоны, как правило, так и не попадали на почту. По этой причине на многих сохранившихся папильонах нет никаких почтовых отметок (почтовых штемпелей). Небольшое число папильонов пересылались в конвертах, так называемых фр. enveloppes de réexpédition, предоставляемых французской почтовой службой.
Папильоны, адресованные за границу, встречаются редко. Всего известны 17 таких отправлений, десять из которых адресованы в Бельгию или Англию.